# Fronius Deutschland
Fronius Deutschland GmbH ist die deutsche Tochtergesellschaft der österreichischen Fronius International GmbH. Das Unternehmen ist in den Bereichen Schweißtechnik, Solarenergie und Batterieladetechnik tätig.

## Geschichte
Das Unternehmen wurde im Jahr 1992 in Kaiserslautern gegründet.
Seit 2006 ist die Vertriebszentrale im hessischen Neuhof-Dorfborn im Landkreis Fulda. Anfang 2013 wurde auch der Hauptsitz der Fronius Deutschland GmbH dorthin verlegt. Vor Ort werden technischer Support, Schulungen, Weiterbildungen sowie Reparaturen angeboten. Fronius Deutschland beschäftigte 2023 nach eigenen Angaben etwa 200 Mitarbeiterinnen und Mitarbeiter. Der Bereich Perfect Welding verfügt über insgesamt 13 Niederlassungen.

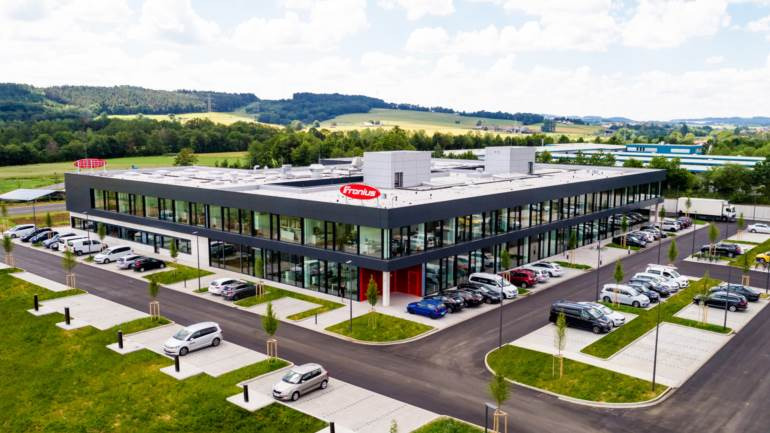
Zentrale der Fronius Deutschland GmbH in Neuhof Dorfborn